# Eremiaphila anubis
Eremiaphila anubis è una specie di mantide religiosa appartenente al genere Eremiaphila nativa dell'Egitto.